# 西藏登山学校
西藏登山学校是一所位于中国西藏自治区拉萨市的登山运动专门学校。该校由登山家尼玛次仁于1999年创建，尼玛次仁担任首任校长。该校是中国第一所培养专业登山运动人才的学校。
该校还办有珠峰登山博物馆，于2008年开馆。